# Финал НБА 2020
Финал НБА 2020 года — заключительная стадия регулярного чемпионата НБА в сезоне 2019/20 и окончание плей-офф. Изначально финал НБА должен был сыгран в июне 2020 года. Однако 11 марта 2020 года НБА сообщила, что приостановила матчи регулярного сезона из-за обнаружения у одного игрока «Юта Джаз» коронавирусной инфекции COVID-19. 4 июня 2020 года Совет управляющих НБА утвердил плана возобновления сезона. Согласно ему все оставшиеся матчи регулярного сезона и весь плей-офф были сыграны без зрителей в Бей-Лейке штат Флорида на территории, принадлежащей Диснейуорлд. 
Чемпионы Восточной конференции «Майами Хит» сыграли с чемпионами Западной конференции «Лос-Анджелес Лейкерс». «Лос-Анджелес Лейкерс» и «Майами Хит» впервые встретились в финале друг против друга. Впервые в финале НБА сыграли две команды, которые пропустили плей-офф предыдущего сезона. Андре Игудала сыграл шестой год подряд в финале НБА. На счету Леброна Джеймса было восемь подряд выступлений в финальных сериях. Леброн Джеймс сыграл десятый раз в финале НБА. 
В финале серия пройдет до четырёх побед по схеме: 2+2+1+1+1. «Лейкерс» были номинальными хозяевами ESPN Wide World of Sports Complex в играх 1, 2, 5 и 7. «Хит» были номинальными хозяевами площадки 3-й, 4-й и 6-й игр. Специально для финальной серии НБА на арена уложила новый паркет баскетбольной площадки, в центре которого расположен логотип финала НБА 2020 года. На двух противоположных сторонах площадке на паркет была нанесена надпись Диснейуорлд на английском языке. Параллельно судебному столику на игровой площадке находится словосочетание Black Lives Matter. Первая игра была сыграна 30 сентября 2020 года, а шестой заключительный матч – 11 октября.
Чемпионом НБА стал «Лос-Анджелес Лейкерс», который победил в шести матчах «Майами Хит» со счетом 4–2. Для «Лейкерс» титул стал 17 в истории клуба. Калифорнийский клуб сравнялся по числу побед с «Бостон Селтикс».

## Предыстория

### Приостановка и возобновление сезона
11 марта 2020 года НБА объявила о приостановке сезона 2019/20 после того, как центровой команды «Юта Джаз» Руди Гобер сдал положительный тест на COVID-19 за несколько часов до игры «Джаз» против «Оклахома-Сити Тандер». 4 июня Совет управляющих НБА одобрил соотношением голосов 29-1 («Портленд Трэйл Блэйзерс» был единственным несогласным с таким решением клубом) возобновление сезона 2019/20 в Диснейуорлде. День спустя Национальная ассоциация баскетболистов одобрила этот план. Согласно плану, 13 команд Западной конференции и девять команд Восточной конференции участвовали в завершающей части регулярного сезона. Все клубы имели отставание от зоны плей-офф не более шести побед и сыграли восемь игр регулярного сезона. Возможный раунд плей-ин для команды, занявшей восьмое место в каждой конференции, затем проводился бы, если бы занявшая девятое место команда завершила регулярный сезон с отставанием не более четырёх побед от занявшей восьмое место команды (раунд плей-ин использовался только в Западной конференции). Плей-офф НБА 2020 года проходил как обычный послесезонный турнир.

### Лос-Анджелес Лейкерс
9 апреля 2019 года Мэджик Джонсон ушёл с поста президента команды. Через три дня после этого главный тренер Люк Уолтон и клуб расторгли договор по взаимному согласию. 13 мая Фрэнк Вогель был назначен главным тренером команды.
В межсезонье «Лейкерс» договорились о трёхсторонней сделке с «Нью-Орлеан Пеликанс» и «Вашингтон Уизардс». Из «Пеликанс» команду пополнил шестикратный участник матча всех звёзд НБА Энтони Дэвис.
«Лейкерс» впервые участвовали в плей-офф с сезона 2012/13. После возобновления сезона в пузыре НБА «Лейкерс» впервые с 2012 года завоевали титул победителя Тихоокеанского дивизиона, а также впервые с сезона 2009/10 заняли первое место в Западной конференции.
В первом раунде «Лейкерс» обыграли «Портленд Трэйл Блэйзерс», в полуфинале конференции «Хьюстон Рокетс», а в финале конференции «Денвер Наггетс». Во всех сериях было сыграно пять матчей (победы «Лейкерс» со счётом 4-1).

### Майами Хит
В межсезонье «Хит» договорились о четырёхсторонней сделке с «Лос-Анджелес Клипперс», «Портленд Трэйл Блэйзерс» и «Филадельфия-76». Состав команды пополнил пятикратный участник матча всех звёзд НБА Джимми Батлер из «Филадельфии».
«Майами Хит» вышли в плей-офф впервые после сезона 2017/18. Перед возобновлением сезона в пузыре НБА «Хит» стали победителями Юго-Восточного дивизиона впервые с 2017 года.
«Майами Хит» заняли пятое место в Восточной конференции и вышли в плей-офф сезон спустя.
В первом раунде плей-офф «Майами Хит» в четырёх играх обыграли «Индиану Пэйсерс», в полуфинале конференции в пяти играх обыграли победителя Восточной конференции и лучшую команду регулярного сезона «Милуоки Бакс», а в финале конференции в шести играх обыграли «Бостон Селтикс», занявший третье место в конференции.

### Плей-офф 2020
| Восточная конференция | Восточная конференция | Восточная конференция | Восточная конференция | Восточная конференция | Восточная конференция | Восточная конференция |  |
| Место                 | Команда               | И                     | В                     | П                     | %                     | От                    |  |
| --------------------- | --------------------- | --------------------- | --------------------- | --------------------- | --------------------- | --------------------- |  |
| 1                     | z — Милуоки Бакс *    | 73                    | 56                    | 17                    | 0.767                 | -                     |  |
| 2                     | y — Торонто Рэпторс * | 72                    | 53                    | 19                    | 0.736                 | 2.5                   |  |
| 3                     | x — Бостон Селтикс    | 72                    | 48                    | 24                    | 0.667                 | 7.5                   |  |
| 4                     | x — Индиана Пэйсерс   | 73                    | 45                    | 28                    | 0.616                 | 11                    |  |
| 5                     | y — Майами Хит *      | 73                    | 44                    | 29                    | 0.603                 | 12                    |  |
| 6                     | x — Филадельфия-76    | 73                    | 43                    | 30                    | 0.589                 | 13                    |  |
| 7                     | x — Бруклин Нетс      | 72                    | 35                    | 37                    | 0.486                 | 20.5                  |  |
| 8                     | x — Орландо Мэджик    | 73                    | 33                    | 40                    | 0.452                 | 23                    |  |
|                       |                       |                       |                       |                       |                       |                       |  |
| 9                     | Вашингтон Уизардс     | 72                    | 25                    | 47                    | 0.347                 | 30.5                  |  |
| 10                    | Шарлотт Хорнетс       | 65                    | 23                    | 42                    | 0.354                 | 29                    |  |
| 11                    | Чикаго Буллз          | 65                    | 22                    | 43                    | 0.338                 | 30                    |  |
| 12                    | Нью-Йорк Никс         | 66                    | 21                    | 45                    | 0.318                 | 31.5                  |  |
| 13                    | Детройт Пистонс       | 66                    | 20                    | 46                    | 0.303                 | 32.5                  |  |
| 14                    | Атланта Хокс          | 67                    | 20                    | 47                    | 0.299                 | 33                    |  |
| 15                    | Кливленд Кавальерс    | 65                    | 19                    | 46                    | 0.292                 | 33                    |  |

| Западная конференция | Западная конференция        | Западная конференция | Западная конференция | Западная конференция | Западная конференция | Западная конференция |  |
| Место                | Команда                     | И                    | В                    | П                    | %                    | От                   |  |
| -------------------- | --------------------------- | -------------------- | -------------------- | -------------------- | -------------------- | -------------------- |  |
| 1                    | c — Лос-Анджелес Лейкерс *  | 71                   | 52                   | 19                   | 0.732                | -                    |  |
| 2                    | x — Лос-Анджелес Клипперс   | 72                   | 49                   | 23                   | 0.681                | 3.5                  |  |
| 3                    | y — Денвер Наггетс *        | 73                   | 46                   | 27                   | 0.630                | 7                    |  |
| 4                    | y — Хьюстон Рокетс *        | 72                   | 44                   | 28                   | 0.611                | 8.5                  |  |
| 5                    | x — Оклахома-Сити Тандер    | 72                   | 44                   | 28                   | 0.611                | 8.5                  |  |
| 6                    | x — Юта Джаз                | 72                   | 44                   | 28                   | 0.611                | 8.5                  |  |
| 7                    | x — Даллас Маверикс         | 75                   | 43                   | 32                   | 0.573                | 11                   |  |
| 8                    | x — Портленд Трэйл Блэйзерс | 74                   | 35                   | 39                   | 0.473                | 18.5                 |  |
|                      |                             |                      |                      |                      |                      |                      |  |
| 9                    | Мемфис Гриззлис             | 73                   | 34                   | 39                   | 0.466                | 19                   |  |
| 10                   | Финикс Санз                 | 73                   | 34                   | 39                   | 0.466                | 19                   |  |
| 11                   | Сан-Антонио Спёрс           | 71                   | 32                   | 39                   | 0.451                | 20                   |  |
| 12                   | Сакраменто Кингз            | 72                   | 31                   | 41                   | 0.431                | 21.5                 |  |
| 13                   | Нью-Орлеан Пеликанс         | 72                   | 30                   | 42                   | 0.417                | 22.5                 |  |
| 14                   | Миннесота Тимбервулвз       | 64                   | 19                   | 45                   | 0.297                | 29.5                 |  |
| 15                   | Голден Стэйт Уорриорз       | 65                   | 15                   | 50                   | 0.231                | 34                   |  |

### Игры в регулярном сезоне
| 8 ноября 2019 | Протокол | Лос-Анджелес Лейкерс       | 95 : 80  | Майами Хит       | Стэйплс-центр, Лос-Анджелес Зрителей: 19,068 Судьи: Кен Мауэр Кортни Киркланд Джей Би ДеРоза | NBA TV |
| 8 ноября 2019 | Протокол | 28:21, 20:25, 30:20, 17:14 |          |                  | Стэйплс-центр, Лос-Анджелес Зрителей: 19,068 Судьи: Кен Мауэр Кортни Киркланд Джей Би ДеРоза | NBA TV |
| 8 ноября 2019 | Протокол | Энтони Дэвис 26            | Очки     | Джимми Батлер 22 | Стэйплс-центр, Лос-Анджелес Зрителей: 19,068 Судьи: Кен Мауэр Кортни Киркланд Джей Би ДеРоза | NBA TV |
| 8 ноября 2019 | Протокол | Джавейл Макги 10           | Подборы  | Эдрис Адебайо 9  | Стэйплс-центр, Лос-Анджелес Зрителей: 19,068 Судьи: Кен Мауэр Кортни Киркланд Джей Би ДеРоза | NBA TV |
| 8 ноября 2019 | Протокол | Энтони Дэвис 7             | Передачи | Горан Драгич 7   | Стэйплс-центр, Лос-Анджелес Зрителей: 19,068 Судьи: Кен Мауэр Кортни Киркланд Джей Би ДеРоза | NBA TV |

| 13 декабря 2019 | Протокол | Майами Хит                 | 110 : 113 | Лос-Анджелес Лейкерс              | Американ-эйрлайнс-арена, Майами Зрителей: 20,013 Судьи: Кейн Фицджеральд Гедеминас Петрайтис Митчелл Эрвин | ESPN |
| 13 декабря 2019 | Протокол | 29:30, 30:21, 26:37, 25:25 |           |                                   | Американ-эйрлайнс-арена, Майами Зрителей: 20,013 Судьи: Кейн Фицджеральд Гедеминас Петрайтис Митчелл Эрвин | ESPN |
| 13 декабря 2019 | Протокол | Джимми Батлер 23           | Очки      | Энтони Дэвис 33                   | Американ-эйрлайнс-арена, Майами Зрителей: 20,013 Судьи: Кейн Фицджеральд Гедеминас Петрайтис Митчелл Эрвин | ESPN |
| 13 декабря 2019 | Протокол | Эдрис Адебайо 12           | Подборы   | Энтони Дэвис, Джавейл Макги по 10 | Американ-эйрлайнс-арена, Майами Зрителей: 20,013 Судьи: Кейн Фицджеральд Гедеминас Петрайтис Митчелл Эрвин | ESPN |
| 13 декабря 2019 | Протокол | Кендрик Нанн 7             | Передачи  | Леброн Джеймс 12                  | Американ-эйрлайнс-арена, Майами Зрителей: 20,013 Судьи: Кейн Фицджеральд Гедеминас Петрайтис Митчелл Эрвин | ESPN |

## Серия
Примечание: Время начала матчей указано в EDT (UTC−4) как приведено в списке НБА. Если место проведения находится в другом часовом поясе, то также указывается местное время.

### 1 матч
| 30 сентября 2020 21:00 | Протокол | Лос-Анджелес Лейкерс                          | 116 : 98 | Майами Хит                                     | Арена, Бей-Лейк, Флорида Зрителей: 0 Судьи: Марк Дэвис Кейн Фицджеральд Джош Тивен | ABC |
| 30 сентября 2020 21:00 | Протокол | 31:28, 34:20, 28:19, 23:31                    |          |                                                | Арена, Бей-Лейк, Флорида Зрителей: 0 Судьи: Марк Дэвис Кейн Фицджеральд Джош Тивен | ABC |
| 30 сентября 2020 21:00 | Протокол | Энтони Дэвис 34                               | Очки     | Джимми Батлер 23                               | Арена, Бей-Лейк, Флорида Зрителей: 0 Судьи: Марк Дэвис Кейн Фицджеральд Джош Тивен | ABC |
| 30 сентября 2020 21:00 | Протокол | Леброн Джеймс 13                              | Подборы  | Келли Олиник, Андре Игудала, Кендрик Нанн по 5 | Арена, Бей-Лейк, Флорида Зрителей: 0 Судьи: Марк Дэвис Кейн Фицджеральд Джош Тивен | ABC |
| 30 сентября 2020 21:00 | Протокол | Леброн Джеймс 9                               | Передачи | Андре Игудала 6                                | Арена, Бей-Лейк, Флорида Зрителей: 0 Судьи: Марк Дэвис Кейн Фицджеральд Джош Тивен | ABC |
| 30 сентября 2020 21:00 | Протокол | Лос-Анджелес Лейкерс вышли вперёд в серии 1–0 |          |                                                | Арена, Бей-Лейк, Флорида Зрителей: 0 Судьи: Марк Дэвис Кейн Фицджеральд Джош Тивен | ABC |

| Лейкерс · |

| Лос-Анджелес Лейкерс | Статистика                            | Майами Хит    |
| -------------------- | ------------------------------------- | ------------- |
| 38/84 (45.2%)        | % попаданий бросков с игры            | 38/89 (42.7%) |
| 15/38 (39.5%)        | % попаданий 3-очковых бросков         | 11/35 (31.4%) |
| 25/27 (92.6%)        | % реализации штрафных бросков бросков | 11/14 (78.6%) |
| 9                    | Подборы в нападении                   | 5             |
| 45                   | Подборы в защите                      | 31            |
| 54                   | Всего подборов                        | 36            |
| 26                   | Передачи                              | 23            |
| 12                   | Потери                                | 8             |
| 7                    | Перехваты                             | 4             |
| 8                    | Блок-шоты                             | 5             |
| 19                   | Фолы                                  | 15            |

| Хит |

В начале первой четверти игроки «Майами Хит» сделали рывок 13 на 0. Но концовка первого игрового отрезка осталось за «Лос-Анджелес Лейкерс», они выиграли его со счетом 19 на 3. Во второй четверти игроки клуба из Калифорнии набрал подряд 13 очков и не пропустил в свою корзину ни одного очка. Перед началом большого перерыва «Лейкерс» вели 17 очков. Горан Драгич во второй четверти получил травму и не играл во 2 половине матча. По окончании третьей четверти преимущество номинальных хозяев достигло 26 очков. Бэм Адебайо в третьем отрезке матча травмировался и не вернулся площадку. В начале четвертой четверти клуб из Майами сделал рывок 8 на 0, на «Лос-Анджелес Лейкерс» не упустил победу. Самым результативным игроком матча стал Энтони Дэвис, который набрал 34 очка и сделал 9 подборов. Леброн Джеймс был близок к трипл-даблу, на его счету было 25 очков, 13 подборов и 9 передач. У проигравшей команды 23 очка набрал Джимми Батлер. Леброн Джеймс стал седьмым игроком в истории НБА, который, который сыграл 50 матчей в финальной серии НБА. 

### 2 матч
| 2 октября 2020 21:00 | Протокол | Лос-Анджелес Лейкерс                    | 124 : 114 | Майами Хит       | Арена, Бей-Лейк, Флорида Зрителей: 0 Судьи: Джеймс Кэйперс Дэвид Гатри Эрик Льюис | ABC |
| 2 октября 2020 21:00 | Протокол | 29:23, 39:31, 35:39, 21:21              |           |                  | Арена, Бей-Лейк, Флорида Зрителей: 0 Судьи: Джеймс Кэйперс Дэвид Гатри Эрик Льюис | ABC |
| 2 октября 2020 21:00 | Протокол | Леброн Джеймс 33                        | Очки      | Джимми Батлер 25 | Арена, Бей-Лейк, Флорида Зрителей: 0 Судьи: Джеймс Кэйперс Дэвид Гатри Эрик Льюис | ABC |
| 2 октября 2020 21:00 | Протокол | Энтони Дэвис 14                         | Подборы   | Келли Олиник 9   | Арена, Бей-Лейк, Флорида Зрителей: 0 Судьи: Джеймс Кэйперс Дэвид Гатри Эрик Льюис | ABC |
| 2 октября 2020 21:00 | Протокол | Рэджон Рондо 10                         | Передачи  | Джимми Батлер 13 | Арена, Бей-Лейк, Флорида Зрителей: 0 Судьи: Джеймс Кэйперс Дэвид Гатри Эрик Льюис | ABC |
| 2 октября 2020 21:00 | Протокол | Лос-Анджелес Лейкерс повели в серии 2–0 |           |                  | Арена, Бей-Лейк, Флорида Зрителей: 0 Судьи: Джеймс Кэйперс Дэвид Гатри Эрик Льюис | ABC |

| Лейкерс · |

| Лос-Анджелес Лейкерс | Статистика                            | Майами Хит    |
| -------------------- | ------------------------------------- | ------------- |
| 49/97 (50.5%)        | % попаданий бросков с игры            | 36/71 (50.7%) |
| 16/47 (34.0%)        | % попаданий 3-очковых бросков         | 11/27 (40.7%) |
| 10/17 (58.8%)        | % реализации штрафных бросков бросков | 31/34 (91.2%) |
| 16                   | Подборы в нападении                   | 6             |
| 28                   | Подборы в защите                      | 31            |
| 44                   | Всего подборов                        | 37            |
| 32                   | Передачи                              | 29            |
| 9                    | Потери                                | 9             |
| 6                    | Перехваты                             | 2             |
| 3                    | Блок-шоты                             | 1             |
| 26                   | Фолы                                  | 23            |

| Хит |

Горан Драгич и Бэм Адебайо пропустили второй матч финальной серии из-за травм. «Лос-Анджелес Лейкерс» пытались уйти в отрыв в первой четверти, но «Майами Хит» зацепились за разницу в счете. По окончании первого отрезка матча преимущество «Лейкерс» составило 6 очков. Во второй четверти калифорнийский клуб увеличил разницу в счете и повёл 14 очков перед началом большого перерыва. Энтони Дэвис набрал первые 9 очков «Лос-Анджелес Лейкерс» в третей четверти, но «Хит» сократили отставание в счет по итогом игрового отрезка до 10 очков. По итогам четвертой четверти разница в счете не изменилась и «Лейкерс» выиграли второй матч подряд. Самым результативным игроком матча стал Леброн Джеймс, который был близок к трипл-даблу. Он набрал 33 очка, взял 9 подборов, отдал 9 передач и не совершил ни одной потери. Энтони Дэвис оформил дабл-дабл из 32 очков и 14 подборов. В составе «Майами Хит» дабл-дабл сделал Джимми Батлер из 25 очков и 13 передач. Келли Олиник записал на свой счет 24 очка со скамейки запасных. Тайлер Хирро стал самым молодым игроком стартового состава матча финальной серии НБА. Ему было 20 лет и 256 дней. Он превзошёл достижение Мэджика Джонсона первого матча финала 1980 года.

### 3 матч
| 4 октября 2020 19:30 | Протокол | Майами Хит                            | 115 : 104 | Лос-Анджелес Лейкерс | Арена, Бей-Лейк, Флорида Зрителей: 0 Судьи: Скотт Фостер Тони Бразерс Пэт Фраер | ABC |
| 4 октября 2020 19:30 | Протокол | 26:23, 32:31, 27:26, 30:24            |           |                      | Арена, Бей-Лейк, Флорида Зрителей: 0 Судьи: Скотт Фостер Тони Бразерс Пэт Фраер | ABC |
| 4 октября 2020 19:30 | Протокол | Джимми Батлер 40                      | Очки      | Леброн Джеймс 25     | Арена, Бей-Лейк, Флорида Зрителей: 0 Судьи: Скотт Фостер Тони Бразерс Пэт Фраер | ABC |
| 4 октября 2020 19:30 | Протокол | Джимми Батлер 11                      | Подборы   | Леброн Джеймс 10     | Арена, Бей-Лейк, Флорида Зрителей: 0 Судьи: Скотт Фостер Тони Бразерс Пэт Фраер | ABC |
| 4 октября 2020 19:30 | Протокол | Джимми Батлер 13                      | Передачи  | Леброн Джеймс 8      | Арена, Бей-Лейк, Флорида Зрителей: 0 Судьи: Скотт Фостер Тони Бразерс Пэт Фраер | ABC |
| 4 октября 2020 19:30 | Протокол | Майами Хит сократили счёт в серии 1–2 |           |                      | Арена, Бей-Лейк, Флорида Зрителей: 0 Судьи: Скотт Фостер Тони Бразерс Пэт Фраер | ABC |

| Хит · |

| Майами Хит    | Статистика                            | Лос-Анджелес Лейкерс |
| ------------- | ------------------------------------- | -------------------- |
| 41/80 (51.3%) | % попаданий бросков с игры            | 34/79 (43.0%)        |
| 12/34 (35.3%) | % попаданий 3-очковых бросков         | 14/42 (33.3%)        |
| 21/23 (91.3%) | % реализации штрафных бросков бросков | 22/29 (75.9%)        |
| 3             | Подборы в нападении                   | 11                   |
| 34            | Подборы в защите                      | 32                   |
| 37            | Всего подборов                        | 43                   |
| 25            | Передачи                              | 23                   |
| 12            | Потери                                | 19                   |
| 8             | Перехваты                             | 8                    |
| 3             | Блок-шоты                             | 2                    |
| 23            | Фолы                                  | 23                   |

| Лейкерс |

Горан Драгич и Бэм Адебайо не играли из-за травм второй матч подряд. В начале первой четверти «Майами Хит» совершили рывок 12 на 2, но «Лос-Анджелес Лейкерс» в концовке первого игрового отрезка сократил отставание в счете перед перерывом между четвертями. «Хит» сделали рывок 12 на 0 в середине второй четверти, но перед началом большого перерыва вели в счете в 4 очка. Клуб из Майами в начале третьей четверти набрали 10 очков и не пропустили в свое кольцо ни одного очка. Калифорнийский клуб зацепился за разницу в счете и проигрывал всего 5 очков по окончании третьего игрового отрезка матча. В начале четвертой четверти «Лос-Анджелес Лейкерс» совершили рывок 8 на 0, но «Майами Хит» нарастили преимущество в счете в четвертом игровом отрезке и выиграли матч. Самым результативным игроком матча стал Джимми Батлер, который сделал трипл-дабл из 40 очков, 11 подборов и 13 передач. В составе гостей Леброн Джеймс сделал дабл-дабл из 25 очков и 10 подборов. Леброн отдал 8 передач и совершил 8 потерь.

### 4 матч
| 6 октября 2020 21:00 | Протокол | Майами Хит                              | 96 : 102 | Лос-Анджелес Лейкерс | Арена, Бей-Лейк, Флорида Зрителей: 0 Судьи: Зак Зарба Джон Гобл Тони Браун | ABC |
| 6 октября 2020 21:00 | Протокол | 22:27, 25:22, 23:26, 26:27              |          |                      | Арена, Бей-Лейк, Флорида Зрителей: 0 Судьи: Зак Зарба Джон Гобл Тони Браун | ABC |
| 6 октября 2020 21:00 | Протокол | Джимми Батлер 22                        | Очки     | Леброн Джеймс 28     | Арена, Бей-Лейк, Флорида Зрителей: 0 Судьи: Зак Зарба Джон Гобл Тони Браун | ABC |
| 6 октября 2020 21:00 | Протокол | Джимми Батлер 10                        | Подборы  | Леброн Джеймс 12     | Арена, Бей-Лейк, Флорида Зрителей: 0 Судьи: Зак Зарба Джон Гобл Тони Браун | ABC |
| 6 октября 2020 21:00 | Протокол | Джимми Батлер 9                         | Передачи | Леброн Джеймс 8      | Арена, Бей-Лейк, Флорида Зрителей: 0 Судьи: Зак Зарба Джон Гобл Тони Браун | ABC |
| 6 октября 2020 21:00 | Протокол | Лос-Анджелес Лейкерс повели в серии 3–1 |          |                      | Арена, Бей-Лейк, Флорида Зрителей: 0 Судьи: Зак Зарба Джон Гобл Тони Браун | ABC |

| Хит · |

| Майами Хит    | Статистика                            | Лос-Анджелес Лейкерс |
| ------------- | ------------------------------------- | -------------------- |
| 32/75 (42.7%) | % попаданий бросков с игры            | 35/79 (44.3%)        |
| 11/32 (34.4%) | % попаданий 3-очковых бросков         | 14/39 (35.9%)        |
| 21/26 (80.8%) | % реализации штрафных бросков бросков | 18/21 (85.7%)        |
| 7             | Подборы в нападении                   | 10                   |
| 32            | Подборы в защите                      | 32                   |
| 39            | Всего подборов                        | 42                   |
| 18            | Передачи                              | 25                   |
| 11            | Потери                                | 15                   |
| 8             | Перехваты                             | 5                    |
| 3             | Блок-шоты                             | 4                    |
| 21            | Фолы                                  | 14                   |

| Лейкерс |

Бэм Адебайо вернулся на паркет, Горан Драгич не играл из-за травмы третий матч подряд. Первая четверть прошла в равной борьбе, но в её концовке «Лос-Анджелес Лейкерс» вырвались вперед и вели 5 очков по окончании первого игрового отрезка матча. «Майами Хит» совершили рывок 12 на 2 в начале второй четверти, но по её окончании проигрывали два очка. «Лейкерс» пытались оторваться в счете в третьей четверти, но «Хит» не позволили этому случится. По итогам третьего игрового отрезка калифорнийский клуб вёл в счете 5 очков. «Лос-Анджелес Лейкерс» сохранил преимущество в счете в четвертой четверти и выиграл матч. Самым результативным игроком встречи стал Леброн Джеймс. Он сделал дабл-дабл из 28 очков и 12 подборов, а также отдал 8 передач. Энтони Дэвис набрал 22 очка и взял 9 подборов. В составе номинальных хозяев Джимми Батлер сделал дабл-дабл из 22 очков и 10 подборов, он также отдал 9 передач. В составе «Майами Хит» Тайлер Хирро набрал 21 очко.

### 5 матч
| 9 октября 2020 21:00 | Протокол | Лос-Анджелес Лейкерс                  | 108 : 111 | Майами Хит       | Арена, Бей-Лейк, Флорида Зрителей: 0 Судьи: Эрик Льюис Кейн Фицджеральд Марк Дэвис | ABC |
| 9 октября 2020 21:00 | Протокол | 24:25, 32:35, 26:28, 26:23            |           |                  | Арена, Бей-Лейк, Флорида Зрителей: 0 Судьи: Эрик Льюис Кейн Фицджеральд Марк Дэвис | ABC |
| 9 октября 2020 21:00 | Протокол | Леброн Джеймс 40                      | Очки      | Джимми Батлер 35 | Арена, Бей-Лейк, Флорида Зрителей: 0 Судьи: Эрик Льюис Кейн Фицджеральд Марк Дэвис | ABC |
| 9 октября 2020 21:00 | Протокол | Леброн Джеймс 13                      | Подборы   | Джимми Батлер 12 | Арена, Бей-Лейк, Флорида Зрителей: 0 Судьи: Эрик Льюис Кейн Фицджеральд Марк Дэвис | ABC |
| 9 октября 2020 21:00 | Протокол | Леброн Джеймс 7                       | Передачи  | Джимми Батлер 11 | Арена, Бей-Лейк, Флорида Зрителей: 0 Судьи: Эрик Льюис Кейн Фицджеральд Марк Дэвис | ABC |
| 9 октября 2020 21:00 | Протокол | Майами Хит сократили счёт в серии 2–3 |           |                  | Арена, Бей-Лейк, Флорида Зрителей: 0 Судьи: Эрик Льюис Кейн Фицджеральд Марк Дэвис | ABC |

| Лейкерс · |

| Лос-Анджелес Лейкерс | Статистика                            | Майами Хит    |
| -------------------- | ------------------------------------- | ------------- |
| 38/82 (46.3%)        | % попаданий бросков с игры            | 38/83 (45.8%) |
| 14/38 (36.8%)        | % попаданий 3-очковых бросков         | 14/33 (42.4%) |
| 18/21 (85.7%)        | % реализации штрафных бросков бросков | 21/22 (95.5%) |
| 12                   | Подборы в нападении                   | 9             |
| 29                   | Подборы в защите                      | 26            |
| 41                   | Всего подборов                        | 35            |
| 21                   | Передачи                              | 26            |
| 15                   | Потери                                | 13            |
| 10                   | Перехваты                             | 7             |
| 5                    | Блок-шоты                             | 3             |
| 21                   | Фолы                                  | 19            |

| Хит |

Горан Драгич не играл из-за травмы четвёртый матч подряд. «Лос-Анджелес Лейкерс» сделали рывок 11 на 2 в середине первой четверти, но затем «Майами Хит» выиграли игровой отрезок 9 на 0. На последней минуте первой четверти Энтони Дэвис получил небольшую травму. «Хит» вели в счете 1 очко перед первым перерывом. Клуб из Майами увеличил своё преимущество в счете до 9 очков, но «Лос-Анджелес Лейкерс» сократили отставание в счете и проигрывали 4 очка перед большим перерывом. В третей четверти шла равная борьба, по её окончании «Майами Хит» вели 6 очков. Во второй трети четвертой четверти калифорнийский клуб совершил рывок 15 на 3 и впервые во второй половине матча повёл в счёте. В последние две минуту матча обе команды набирали очки вели в счёте по очереди. За 22 секунды до конца четвертой четверти Энтони Дэвис забил двухочковый бросок и вывел «Лейкерс» вперд в счете на 1 очко. Он же за 17 секунд до конца встречи нарушил правила на Джимми Батлере, и последний реализовал 2 штрафных броска. После тай-аута Дэнни Грин не попал трёхочковый бросок после скидки Леброна Джеймса. За 5 секунд до конца матча Маркифф Моррис взял подбор в нападении и отправил мяч в аут, отдавая передачу под кольцо. «Майами Хит» выиграли матч с разницей в 3 очка. Самым результативным игроком встречи стал Леброн Джеймс, который сделал дабл-дабл из 40 очков и 13 подборов. В статистическом протоколе матча на свой счёт он ещё записал 7 передач, 3 перехвате и 4 потери. У Энтони Дэвис так же был дабл-дабл из 28 очков и 12 подборов, к которому он добавил 3 передачи, 3 перехвата и 3 блок-шота. Джимми Батлер сделал трипл-дабл из 35 очков, 12 подборов, 11 передач, он так же совершил 5 перехватов. 26 очков у «Майами Хит» набрал Данкан Робинсон.

### 6 матч
| 11 октября 2020 19:30 | Протокол | Майами Хит                                                     | 93 : 106 | Лос-Анджелес Лейкерс | Арена, Бей-Лейк, Флорида Зрителей: 0 Судьи: Джеймс Кэйперс Тони Бразерс Дэвид Гатри | ABC |
| 11 октября 2020 19:30 | Протокол | 20:28, 16:36, 22:23, 35:19                                     |          |                      | Арена, Бей-Лейк, Флорида Зрителей: 0 Судьи: Джеймс Кэйперс Тони Бразерс Дэвид Гатри | ABC |
| 11 октября 2020 19:30 | Протокол | Бэм Адебайо 25                                                 | Очки     | Леброн Джеймс 28     | Арена, Бей-Лейк, Флорида Зрителей: 0 Судьи: Джеймс Кэйперс Тони Бразерс Дэвид Гатри | ABC |
| 11 октября 2020 19:30 | Протокол | Бэм Адебайо 10                                                 | Подборы  | Энтони Дэвис 15      | Арена, Бей-Лейк, Флорида Зрителей: 0 Судьи: Джеймс Кэйперс Тони Бразерс Дэвид Гатри | ABC |
| 11 октября 2020 19:30 | Протокол | Джимми Батлер 8                                                | Передачи | Леброн Джеймс 10     | Арена, Бей-Лейк, Флорида Зрителей: 0 Судьи: Джеймс Кэйперс Тони Бразерс Дэвид Гатри | ABC |
| 11 октября 2020 19:30 | Протокол | Лос-Анджелес Лейкерс выиграли серию и стали чемпионами НБА 4–2 |          |                      | Арена, Бей-Лейк, Флорида Зрителей: 0 Судьи: Джеймс Кэйперс Тони Бразерс Дэвид Гатри | ABC |

| Хит · |

| Майами Хит    | Статистика                            | Лос-Анджелес Лейкерс |
| ------------- | ------------------------------------- | -------------------- |
| 35/79 (44.3%) | % попаданий бросков с игры            | 43/89 (48.3%)        |
| 10/28 (35.7%) | % попаданий 3-очковых бросков         | 11/35 (31.4%)        |
| 13/22 (59.1%) | % реализации штрафных бросков бросков | 9/14 (64.3%)         |
| 9             | Подборы в нападении                   | 12                   |
| 32            | Подборы в защите                      | 34                   |
| 41            | Всего подборов                        | 46                   |
| 25            | Передачи                              | 23                   |
| 13            | Потери                                | 12                   |
| 4             | Перехваты                             | 5                    |
| 4             | Блок-шоты                             | 4                    |
| 18            | Фолы                                  | 22                   |

| Лейкерс |

Горан Драгич вернулся на площадку пропуска четырёх матчей подряд из-за травмы. «Лос-Анджелес Лейкерс» внесли изменения в стартовую пятерку: вместо Дуайта Ховарда с первых минут играл Алекс Карусо. Первая четверть прошла в равной борьбе, но в её концовке «Лейкерс» вырвались вперед в счете и выиграли первый игровой отрезок матча с разницей 8 очков. В середине второй четверти преимущество калифорнийского клуба достигло 15 очков, «Лос-Анджелес Лейкерс» не остановились и выиграли первую половину матча с разницей 28 очков. Третья четверть прошла в равной борьбе, по её итогам преимущество «Лейкерс» составило 29 очков. В начале четвертой четверти «Майами Хит» совершили рывок 8 на 0, но «Лос-Анджелес Лейкерс» не упустили преимущество и выиграли матч. Самым результативным игроком встречи стал Леброн Джеймс, который сделал трипл-дабл из 28 очков, 14 подборов и 10 передач. В составе хозяев площадки Бэм Адебайо сделал дабл-дабл из 25 очков и 10 подборов.
Самым ценным игроком финала был признан Леброн Джеймс, он выиграл награду четвертый раз за карьеру. Леброн стал первым игроком в истории НБА, который выиграл титул MVP Финала с тремя разными командами. Леброн Джеймс и Дэнни Грин побеждали в финалах НБА с тремя различными клубами. 

## Составы команд

### Лос-Анджелес Лейкерс
| \| Поз. \| № \| Гражд. \| Имя \| Рост \| Вес \| Откуда \| \| ---- \| -- \| -------- \| ----------------------- \| ------ \| ------ \| ------------------------------------------------- \| \| Ф \| 0 \| ! \| Кайл Кузма \| 203 см \| 100 кг \| Юта \| \| З \| 1 \| ! \| Кентавиус Колдуэлл-Поуп \| 196 см \| 93 кг \| Джорджия \| \| Ф/Ц \| 3 \| ! \| Энтони Дэвис \| 208 см \| 115 кг \| Кентукки \| \| З \| 4 \| ! \| Алекс Карусо \| 196 см \| 84 кг \| Техас A&M \| \| З \| 5 \| ! \| Тален Хортон-Такер \| 193 см \| 106 кг \| Айова Стэйт \| \| Ц \| 7 \| ! \| Джавейл Макги \| 213 см \| 122 кг \| Невада \| \| З \| 9 \| ! \| Рэджон Рондо \| 185 см \| 82 кг \| Кентукки \| \| Ф \| 10 \| ! \| Джаред Дадли \| 198 см \| 108 кг \| Бостон Колледж \| \| З \| 11 \| ! \| Эйвери Брэдли \| 191 см \| 82 кг \| Техас \| \| Ф \| 12 \| ! \| Дэвонтэ Кэйкок \| 201 см \| 109 кг \| УНС Уилмингтон \| \| З/Ф \| 14 \| ! \| Дэнни Грин \| 198 см \| 98 кг \| Северная Каролина \| \| З \| 18 \| ! \| Дион Уэйтерс \| 191 см \| 95 кг \| Сиракьюс \| \| З/Ф \| 21 \| ! \| Джей Ар Смит \| 198 см \| 102 кг \| Подготовительная школа Св. Бенедикта (Нью-Джерси) \| \| Ф \| 23 \| ! \| Леброн Джеймс \| 206 см \| 113 кг \| Сент-Винсент — Сент-Мэри (Огайо) \| \| З \| 28 \| ! \| Куинн Кук \| 185 см \| 82 кг \| Дьюк \| \| Ф \| 37 \| Греция ! \| Костас Адетокунбо \| 208 см \| 91 кг \| Дейтон \| \| Ц \| 39 \| ! \| Дуайт Ховард \| 208 см \| 120 кг \| Саутвест Атланта (Джорджия) \| \| Ф \| 88 \| ! \| Маркифф Моррис \| 203 см \| 111 кг \| Канзас \| | Главный тренер - Фрэнк Вогель Ассистенты тренера - Куинтон Кроуфорд - Фил Хэнди - Лайнел Холлинз - Джейсон Кидд - Майк Пенберти - Майлз Саймон Состав • Переходы Последнее изменение: 30 июля 2020 года |          |                         |        |        |                                                   |
| Поз. | № | Гражд.   | Имя                     | Рост   | Вес    | Откуда                                            |
| Ф | 0 | !        | Кайл Кузма              | 203 см | 100 кг | Юта                                               |
| З | 1 | !        | Кентавиус Колдуэлл-Поуп | 196 см | 93 кг  | Джорджия                                          |
| Ф/Ц | 3 | !        | Энтони Дэвис            | 208 см | 115 кг | Кентукки                                          |
| З | 4 | !        | Алекс Карусо            | 196 см | 84 кг  | Техас A&M                                         |
| З | 5 | !        | Тален Хортон-Такер      | 193 см | 106 кг | Айова Стэйт                                       |
| Ц | 7 | !        | Джавейл Макги           | 213 см | 122 кг | Невада                                            |
| З | 9 | !        | Рэджон Рондо            | 185 см | 82 кг  | Кентукки                                          |
| Ф | 10 | !        | Джаред Дадли            | 198 см | 108 кг | Бостон Колледж                                    |
| З | 11 | !        | Эйвери Брэдли           | 191 см | 82 кг  | Техас                                             |
| Ф | 12 | !        | Дэвонтэ Кэйкок          | 201 см | 109 кг | УНС Уилмингтон                                    |
| З/Ф | 14 | !        | Дэнни Грин              | 198 см | 98 кг  | Северная Каролина                                 |
| З | 18 | !        | Дион Уэйтерс            | 191 см | 95 кг  | Сиракьюс                                          |
| З/Ф | 21 | !        | Джей Ар Смит            | 198 см | 102 кг | Подготовительная школа Св. Бенедикта (Нью-Джерси) |
| Ф | 23 | !        | Леброн Джеймс           | 206 см | 113 кг | Сент-Винсент — Сент-Мэри (Огайо)                  |
| З | 28 | !        | Куинн Кук               | 185 см | 82 кг  | Дьюк                                              |
| Ф | 37 | Греция ! | Костас Адетокунбо       | 208 см | 91 кг  | Дейтон                                            |
| Ц | 39 | !        | Дуайт Ховард            | 208 см | 120 кг | Саутвест Атланта (Джорджия)                       |
| Ф | 88 | !        | Маркифф Моррис          | 203 см | 111 кг | Канзас                                            |

### Майами Хит
| \| Поз. \| № \| Гражд. \| Имя \| Рост \| Вес \| Откуда \| \| ---- \| -- \| ---------- \| --------------- \| ------ \| ------ \| -------------- \| \| Ф/Ц \| 0 \| ! \| Мейерс Леонард \| 213 см \| 118 кг \| Иллинойс \| \| З \| 2 \| ! \| Гэйб Винсент \| 191 см \| 91 кг \| Санта-Барбара \| \| З/Ф \| 4 \| ! \| Кей Зи Окпала \| 203 см \| 98 кг \| Стэнфорд \| \| Ф \| 5 \| ! \| Деррик Джонс \| 198 см \| 95 кг \| УНЛВ \| \| З \| 7 \| Словения ! \| Горан Драгич \| 191 см \| 86 кг \| Словения \| \| Ф/Ц \| 9 \| Канада ! \| Келли Олиник \| 211 см \| 109 кг \| Гонзага \| \| Ф/Ц \| 13 \| ! \| Бэм Адебайо \| 206 см \| 116 кг \| Кентукки \| \| З \| 14 \| ! \| Тайлер Хирро \| 196 см \| 88 кг \| Кентукки \| \| Ф/Ц \| 17 \| Канада ! \| Кайл Александер \| 208 см \| 98 кг \| Теннесси \| \| Ф \| 22 \| ! \| Джимми Батлер \| 201 см \| 104 кг \| Маркетт \| \| З \| 25 \| ! \| Кендрик Нанн \| 188 см \| 86 кг \| Окленд \| \| З/Ф \| 28 \| ! \| Андре Игудала \| 198 см \| 98 кг \| Аризона \| \| Ф \| 30 \| Габон ! \| Крис Силва \| 203 см \| 106 кг \| Южная Каролина \| \| Ф \| 40 \| ! \| Удонис Хаслем \| 203 см \| 107 кг \| Флорида \| \| Ф \| 44 \| ! \| Соломон Хилл \| 198 см \| 103 кг \| Аризона \| \| Ф \| 55 \| ! \| Данкан Робинсон \| 201 см \| 98 кг \| Мичиган \| \| Ф \| 99 \| ! \| Джей Краудер \| 198 см \| 107 кг \| Маркетт \| | Главный тренер - Эрик Споэльстра Ассистенты тренера - Малик Аллен - Дэн Крэйг - Октавио де ла Грана - Крис Куинн Состав • Переходы Последнее изменение: 30 ноября 2019 |            |                 |        |        |                |
| Поз. | № | Гражд.     | Имя             | Рост   | Вес    | Откуда         |
| Ф/Ц | 0 | !          | Мейерс Леонард  | 213 см | 118 кг | Иллинойс       |
| З | 2 | !          | Гэйб Винсент    | 191 см | 91 кг  | Санта-Барбара  |
| З/Ф | 4 | !          | Кей Зи Окпала   | 203 см | 98 кг  | Стэнфорд       |
| Ф | 5 | !          | Деррик Джонс    | 198 см | 95 кг  | УНЛВ           |
| З | 7 | Словения ! | Горан Драгич    | 191 см | 86 кг  | Словения       |
| Ф/Ц | 9 | Канада !   | Келли Олиник    | 211 см | 109 кг | Гонзага        |
| Ф/Ц | 13 | !          | Бэм Адебайо     | 206 см | 116 кг | Кентукки       |
| З | 14 | !          | Тайлер Хирро    | 196 см | 88 кг  | Кентукки       |
| Ф/Ц | 17 | Канада !   | Кайл Александер | 208 см | 98 кг  | Теннесси       |
| Ф | 22 | !          | Джимми Батлер   | 201 см | 104 кг | Маркетт        |
| З | 25 | !          | Кендрик Нанн    | 188 см | 86 кг  | Окленд         |
| З/Ф | 28 | !          | Андре Игудала   | 198 см | 98 кг  | Аризона        |
| Ф | 30 | Габон !    | Крис Силва      | 203 см | 106 кг | Южная Каролина |
| Ф | 40 | !          | Удонис Хаслем   | 203 см | 107 кг | Флорида        |
| Ф | 44 | !          | Соломон Хилл    | 198 см | 103 кг | Аризона        |
| Ф | 55 | !          | Данкан Робинсон | 201 см | 98 кг  | Мичиган        |
| Ф | 99 | !          | Джей Краудер    | 198 см | 107 кг | Маркетт        |

## Статистика игроков

### Лос-Анджелес Лейкерс
| Игрок                   | GP | GS | MPG  | FG%  | 3P%   | FT%   | RPG  | APG | SPG | BPG | PPG  |
| Леброн Джеймс           | 6  | 6  | 39.4 | .591 | .417  | .667  | 11.8 | 8.5 | 1.2 | 0.5 | 29.8 |
| Энтони Дэвис            | 6  | 6  | 38.2 | .571 | .421  | .938  | 10.7 | 3.2 | 1.3 | 2.0 | 25.0 |
| Кентавиус Колдуэлл-Поуп | 6  | 6  | 31.3 | .377 | .302  | .857  | 2.8  | 2.0 | 1.0 | 0.2 | 12.8 |
| Рэджон Рондо            | 6  | 0  | 26.0 | .388 | .333  | .875  | 5.5  | 5.8 | 1.0 | 0.0 | 8.7  |
| Кайл Кузма              | 6  | 0  | 21.6 | .354 | .310  | .800  | 2.8  | 0.5 | 0.2 | 0.2 | 8.5  |
| Дэнни Грин              | 6  | 6  | 22.9 | .327 | .289  | 1.000 | 2.8  | 1.2 | 1.0 | 0.8 | 7.5  |
| Маркифф Моррис          | 6  | 0  | 21.3 | .368 | .400  | .833  | 3.3  | 1.2 | 0.0 | 0.0 | 7.5  |
| Алекс Карусо            | 6  | 1  | 24.9 | .433 | .375  | .750  | 2.5  | 2.3 | 0.8 | 0.2 | 6.3  |
| Дуайт Ховард            | 6  | 5  | 11.8 | .750 | 1.000 | .571  | 2.8  | 0.7 | 0.2 | 0.3 | 2.8  |
| Куинн Кук               | 2  | 0  | 1.4  | .500 | .500  | .000  | 0.0  | 0.0 | 0.0 | 0.0 | 1.5  |
| Джей Ар Смит            | 3  | 0  | 3.4  | .333 | .333  | .000  | 0.3  | 0.0 | 0.3 | 0.0 | 1.0  |
| Джаред Дадли            | 3  | 0  | 0.9  | .000 | .000  | .000  | 0.0  | 0.0 | 0.0 | 0.3 | 0.0  |

### Майами Хит
| Игрок           | GP | GS | MPG  | FG%  | 3P%   | FT%   | RPG | APG | SPG | BPG | PPG  |
| Джимми Батлер   | 6  | 6  | 43.0 | .552 | .308  | .887  | 8.3 | 9.8 | 2.2 | 0.8 | 26.2 |
| Бэм Адебайо     | 4  | 4  | 33.7 | .535 | .000  | .625  | 6.3 | 2.5 | 0.3 | 0.8 | 15.3 |
| Тайлер Хирро    | 6  | 5  | 34.6 | .368 | .367  | .813  | 4.2 | 3.0 | 0.5 | 0.0 | 14.7 |
| Данкан Робинсон | 6  | 6  | 32.0 | .404 | .391  | 1.000 | 2.7 | 2.5 | 0.8 | 0.3 | 12.5 |
| Келли Олиник    | 5  | 0  | 22.7 | .488 | .412  | .846  | 6.0 | 1.4 | 0.4 | 0.6 | 11.6 |
| Джей Краудер    | 6  | 6  | 31.5 | .418 | .333  | .800  | 5.2 | 1.2 | 0.3 | 0.5 | 11.2 |
| Кендрик Нанн    | 6  | 0  | 22.6 | .471 | .391  | 1.000 | 3.5 | 1.8 | 0.0 | 0.2 | 10.5 |
| Мейерс Леонард  | 2  | 2  | 11.0 | .833 | 1.000 | 1.000 | 0.5 | 0.5 | 0.5 | 0.0 | 7.0  |
| Горан Драгич    | 2  | 1  | 16.9 | .313 | .000  | .500  | 3.0 | 2.5 | 1.5 | 0.0 | 5.5  |
| Андре Игудала   | 6  | 0  | 19.7 | .421 | .375  | .000  | 2.7 | 2.0 | 0.3 | 0.3 | 3.2  |
| Соломон Хилл    | 4  | 0  | 6.3  | .556 | .333  | .000  | 0.8 | 0.3 | 0.3 | 0.0 | 3.0  |
| Деррик Джонс    | 4  | 0  | 2.5  | .500 | .000  | .000  | 0.3 | 0.0 | 0.0 | 0.0 | 0.5  |

## Радио и телевидение
На ESPN Radio в качестве аналитика работала Дорис Бёрк вместе с комментатором Марком Кестчером и другим аналитиком Пи Джеем Карлесимо. Двенадцатый раз комментировали вместе финал НБА на ABC Майк Брин, Джефф ван Ганди и Марк Джексон. Для Рэйчел Николс стала первая финальная серия на ABC в качестве репортера от кромки площадке. 